# 2023 FH57
2023 FH57 est un objet transneptunien faisant partie des cubewanos. 

## Caractéristiques
2023 FH57 mesure environ 200 km de diamètre.